# Lavandula pedunculata
El caps d'ase o tamborino (Lavandula pedunculata) és una planta de la família de les lamiàcies. El llarg peduncle nu de l'espiga amida més de dos cops la longitud d'aquesta. Les tiges de les flors d'aquesta espècie la converteixen en una atractiva lavanda i la distingeix de Lavandula stoechas. Les fulles caulinars queden molt allunyades de la inflorescència. L'epítet pedunculata, es refereix als peduncles llargs.

## Classificació
Aquesta espècie ha estat reconeguda durant molt de temps, segons Rozeira (1949), pel botànic holandès Dodonaeus (1568), encara que Gingins (1826) cita al seu compatriota Lobelius (1570) com el primer. Ambdós herbolaris eren dels Països Baixos i van col·laborar estretament, intercanviant material i informació i, sovint, dificultant discernir què atribuir a qui.
Linné (1753) a Species Plantarum el va reconèixer com var. β sota L. stoechas, però no li va donar un epítet específic i, per tant, no té un estat nomenclatural. Lundmark (1780) va seguir aquest tractament anterior en la seva monografia, però li va donar l'epítet pedunculata. Miller (1768) li va atorgar un estatus específic com stoechas pedunculata i després el botànic espanyol Cavanilles (1802) com Lavandula pedunculata. Tant el nom de Cavanilles com la combinació feta per Rozeira (1949) basat en el nom de Miller ha estat citat en la literatura com a prioritari. D'acord amb l'Article 11.4 de l'ICBN (Greuter et al., 2000), atès que el nom de Miller va ser el primer a ser publicat en la categoria d'espècies, té prioritat i és el basiónim. Stoechas pedunculata va ser publicat per Philip Miller en la seva vuitena edició del Gardeners Dictionary (Miller 1768). El seu propi herbari ara forma part de l'herbari general del Museu d'Història Natural (BM). En aquest no hi ha espècimens de Stoechas pedunculata ni a l'Herbari Sloane al BM, ni en l'herbari de Carl von Linné allotjat a la Linnean Society (LINN), tots situats a Londres. Moltes de les plantes del Chelsea Physic Garden també es van il·lustrar (Stearn, 1974), però fins ara no hem vist cap d'aquestes espècies. Donat el material històric inadequat rastrejat fins a la data, es necessita més investigació abans de tipificar aquesta espècie. Altres poblacions també necessiten més investigació, especialment al voltant de Barcelona a Espanya, on el suposat híbrid entre L. stoechas subsp. stoechas i Lavandula pedunculata, han estat recollides i denominades L x cadevalli i subsp. font-queri. El rang d'aquests dos tàxons certament es superposen aquí i les anotacions de herbari suggereixen que de vegades apareixen més juntes.

## Distribució
No obstant això, els espècimens podrien interpretar com a material atípic de qualsevol dels tàxons. És cridanera la distribució de subsp. pedunculata trobada a Espanya i al nord-est de Portugal, subsp. lusitanica i subsp. sampaiana al sud-oest d'Espanya i Portugal, subsp. atlàntica de Marroc i subsp. cariensis de Turquia. Aquestes distribucions separades suggereixen un avantpassat comú recent que hauria ocupat per gran part de la conca mediterrània. El canvi climàtic va provocar la contracció en el rang d'aquesta espècie deixant poblacions aïllades en refugis que ara representen tàxons diferents
Un tàxon addicional, var. maderensis de Madeira fou descrit per primer cop per Bentham (1848). Aquest tàxon ha estat un enigma i la seva naturalesa exacta és incerta. Bentham (1848) va descriure originalment la seva varietat com un intermediari entre L. pedunculata i Lavandula viridis i un espècimen particular recol·lectat per CM Lemann sn a Kew es va observar que s'assemblava molt a L. viridis. L'examen del material d'herbari disponible dona suport al caràcter intermedi d'aquestes mostres. Així tractem la var. maderensis com un híbrid entre L. pedunculata i L. viridis i ho analitzem en els híbrids cultivats de la secció stoechas.

## Subespècies
Clau per subespècies
- 1. Calze i bràctees induïdes com pèls curts i molt ramificats; bràctees fèrtils inferiors àmpliament obovades-triangulars i més llargues que el calze. subsp. pedunculata

Calze i bràctees amb indument llanós de pèls llargs i ramificats; bràctees fèrtils inferiors més o menys rodones a obovades i que no excedeixen el calze ........................... 2
- 2. Apèndix de el calze de 2 lòbuls alats. Turquia...... subsp. cariensis

Apèndix del calze enter. Espanya, Portugal i el Marroc .......................... 3
- 3. Bràctees apicals estenent; calze amb indument llanós de 1-2 pèls ramificats, pèls glandulars sèssils i en forma de cap. Marroc............ subsp. atlantica

Bràctees apicals erectes; calze amb indument llanós i glàndules sèssils. Espanya i Portugal.......... 4
- 4. Espigues de flors 2-3 tan llargues com amples; calze i bràctees amb indument llanós de pèls llargs i ramificats ....... subsp. lusitanica

Espigues de flors 3 cops més llargues que amples, calzes i bràctees amb indument llanós difús de pèls curts ramificats ... subsp. sampaiana
- Lavandula pedunculata subsp. pedunculata (Mill.) Cav. 1802
- Lavandula pedunculata subsp. cariensis (Boiss.) Upson & S.Andrews comb. nov.
- Lavandula pedunculata subsp. atlantica (Braun-Blanq.) Romo 1992
- Lavandula pedunculata subsp. lusitanica (Chaytor) Franco 1984
- Lavandula pedunculata subsp. sampaiana (Rozeira) Franco 1984